# Ballumbie Castle

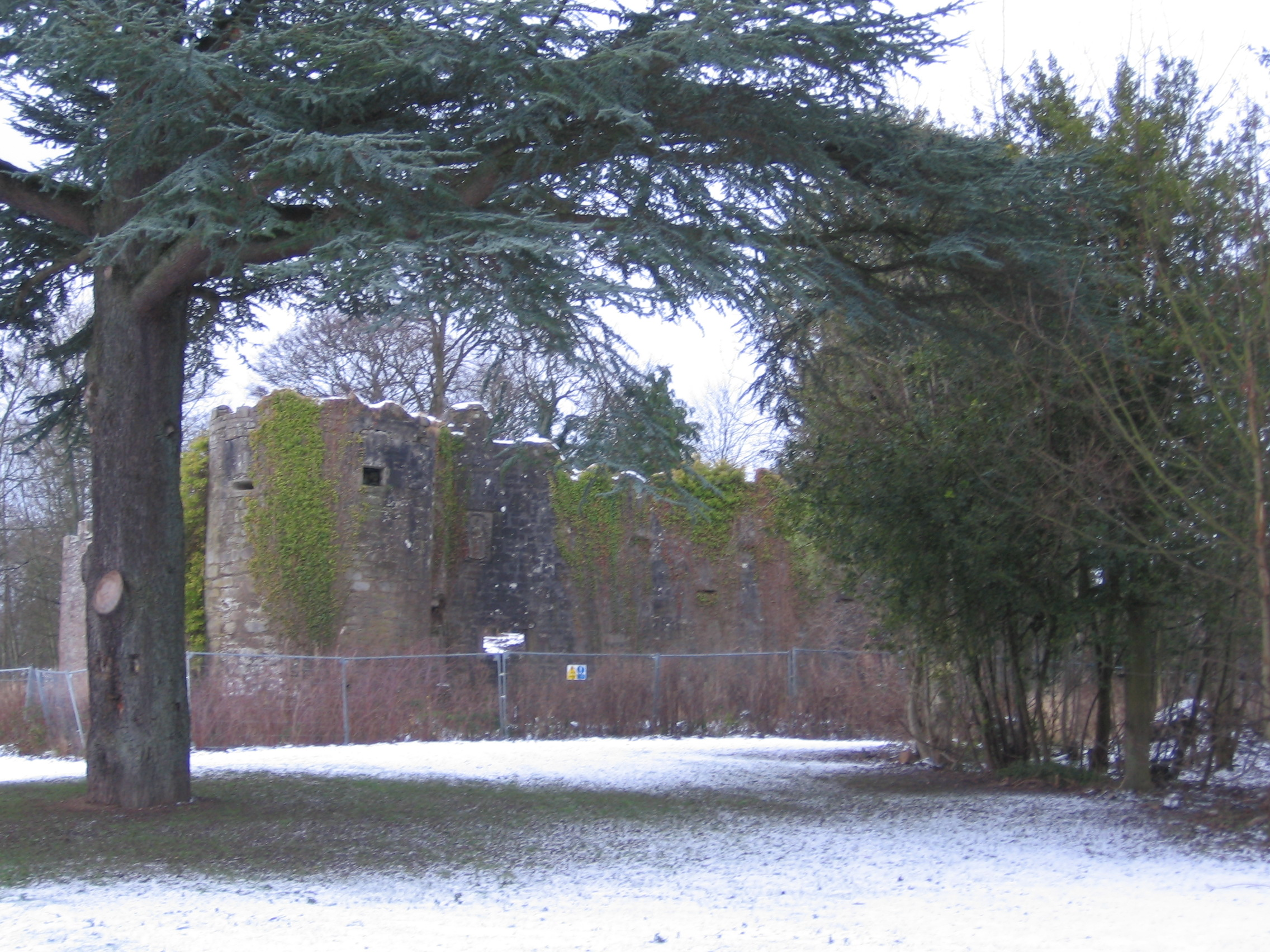
Ballumbie Castle

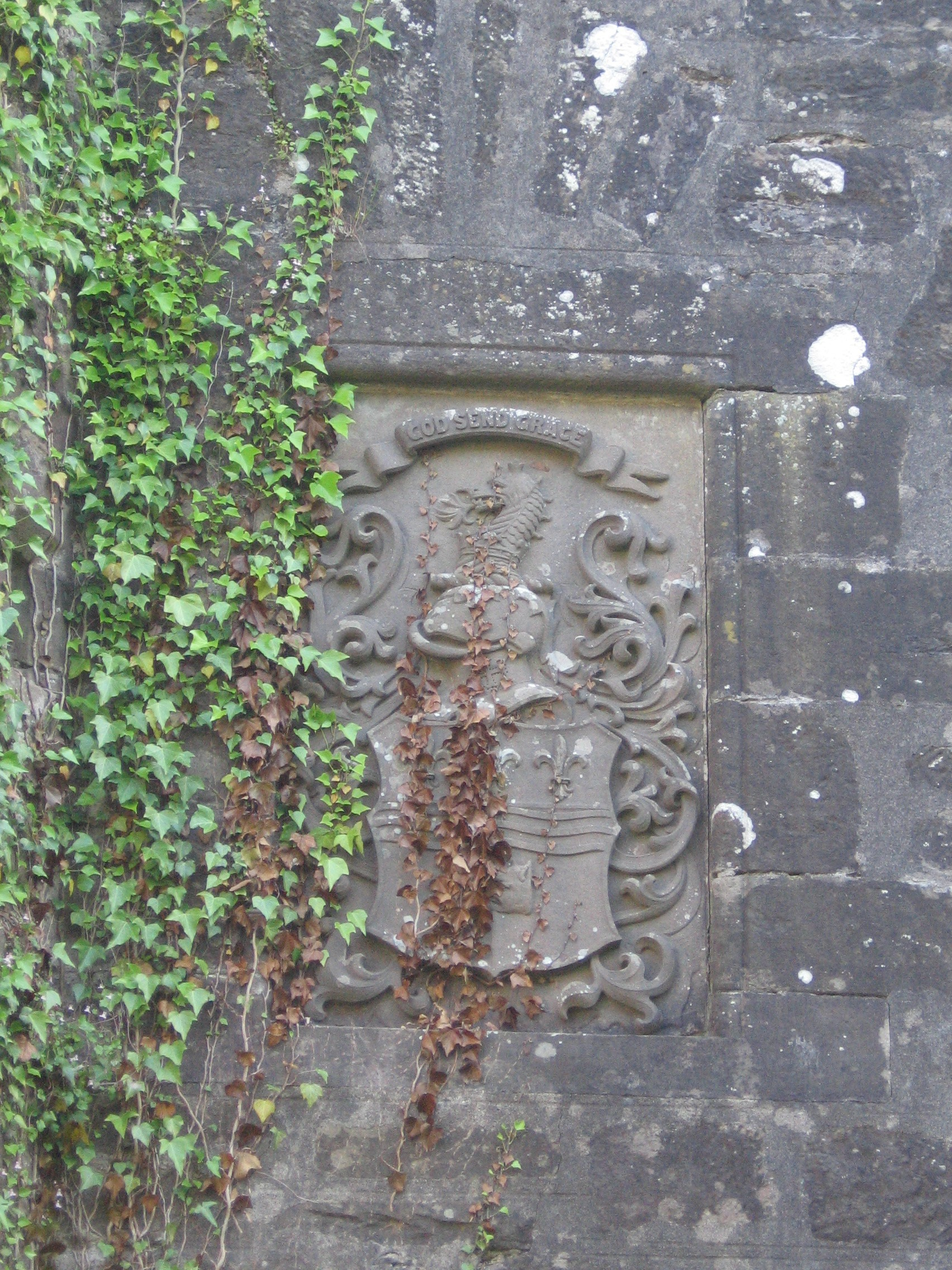
Wappen an Ballumbie Castle

Ballumbie Castle ist eine Burgruine am nördlichen Stadtrand von Dundee in der schottischen Council Area Angus.

## Geschichte
Die Familie Lovell ließ die Burg erbauen. Die Royal Commission on the Ancient and Historical Monuments of Scotland hat das Baujahr auf 1545 festgelegt, auch wenn Historic Scotland als Bauzeitraum das 14. oder 15. Jahrhundert angibt.
Anfang des 17. Jahrhunderts fiel das Anwesen an die Familie Maule, die 1646 zu Earls of Panmure ernannt wurden. Bereits 1682 wird die Burg als Ruine beschrieben. Die verbleibenden Mauern an der Ost- und Südseite des Gebäudes wurden im 19. Jahrhundert in die Stallungen des Ballumbie House integriert.
Heute ist die Burg weiterhin eine Ruine und in privater Hand. Der Zugang für die Öffentlichkeit ist aus Gründen der persönlichen Sicherheit nicht gestattet. Die Ruine hat Historic Scotland als historisches Bauwerk der Kategorie B gelistet.
Das Anwesen von Ballumbie Castle wird Ballumbie Castle Estate genannt. Es ist getrennt vom übrigen Gelände von Ballumbie, das zuletzt Robert Williamson aus Ballumbie gehörte.

## Beschreibung
Ballumbie Castle bestand aus einer quadratischen Einfriedung mit etwa 21 Meter × 21 Meter und Rundtürmen an jeder Ecke. Es stand über dem Fithie Burn.